# Afrosternophorus grayi
Afrosternophorus grayi är en spindeldjursart som först beskrevs av Beier 1971.  Afrosternophorus grayi ingår i släktet Afrosternophorus och familjen Sternophoridae. Inga underarter finns listade i Catalogue of Life.